# Ruth Fuchs
Ruth Fuchs, de naixement Ruth Gamm, (Egeln, República Democràtica Alemanya, 14 de desembre de 1946 - Jena, 20 de setembre de 2023) va ser una atleta alemanya especialista en llançament de javelina i guanyadora de dues medalles olímpiques. Fuchs va ser campiona d'Europa els anys 1974 i 1978. En retirar-se de la competició entrà en política.

## Biografia
Va néixer el 14 de desembre de 1946 a la ciutat d'Egeln, població situada a l'estat de Saxònia-Anhalt, que en aquells moments formava part de la República Democràtica Alemanya (RDA) i avui dia d'Alemanya.
Es casà en primeres núpcies amb el corredor Ulrich Fuchs i posteriorment amb el seu entrenador Karl Hellmann.
Va morir als 76 anys el 20 de setembre de 2023, a la ciutat alemanya de Jena.

## Carrera esportiva
Va participar, als 25 anys, en els Jocs Olímpics d'Estiu de 1972 realitzats a Múnic (Alemanya Occidental), on va aconseguir guanyar la medalla d'or en la competició femenina de llançament de javelina i establí un nou rècord olímpic amb un tir de 63.88 metres. En els Jocs Olímpics d'Estiu de 1976 realitzats a Mont-real (Canadà) va aconseguir repetir l'èxit i aconseguí novament el títol olímpic establint un nou rècord olímpic amb un tir de 65.94 metres. En els Jocs Olímpics d'Estiu de 1980 realitzats a Moscou (Unió Soviètica) finalitzà vuitena, guanyant així un diploma olímpic.
Al llarg de la seva carrera esportiva guanyà tres medalles en el Campionat d'Europa d'atletisme, dues d'ells d'or. Aconseguí trencar sis vegades el rècord del món de la disciplina, establint-lo l'agost de 1980 en 69.96 metres.

## Carrera política
En retirar-se de la competició activa entrà en política formant part del Die Linkspartei, que posteriorment es transformà en L'Esquerra, esdevenint membre del Parlament alemany en diferents legislatures (1990-2002) i membre del Parlament de Turíngia el 2004.